# Sandro Becker
Emanuel do Vale Trindade, mais conhecido como Sandro Becker (União dos Palmares, 12 de agosto de 1954),  é um cantor brasileiro.

## Biografia
Em União dos Palmares, Alagoas, aprendeu a tocar instrumentos e cantar. Iniciou a carreira artística como radialista em Maceió no ano de 1972. Em 1977, participou de um concurso de calouros no programa do Chacrinha, no Rio de Janeiro, onde competiu e ganhou não só o prêmio final, mas também o apreço do apresentador. Sobre o seu nome artístico, adotado nesta época, o sobrenome foi escolhido por causa da atriz brasileira Cacilda Becker e que foi o “soar bem” do seu nome que facilitou o “empurrão” para conseguir se apresentar no Chacrinha, já que o prazo das inscrições do concurso estava encerrado quando ele chegou à competição.
Na música, iniciou com um gênero musical diferente do que canta hoje: o rock rural, propagado por nomes como Sá, Rodrix e Guarabyra. Entretanto, o humor e a irreverência começaram a ganhar notoriedade, o que fizeram com que o artista decidisse seguir outro estilo. Assim, começou a incluir em seu repertório canções com um tom malicioso, o chamado "Forró Malícia", e surgiram sucessos como “A velha debaixo da cama”, “O gato Tico” e “Julieta”, que rendeu a ele 1 milhão de cópias em 1986, ganhando dois discos de ouro e troféus variados.
Apesar de ser mais reconhecido por cantar canções do Forró Malícia, tem em seu repertório letras como “Xote dos Milagres”, que fez bastante sucesso com a banda Falamansa. Tem grande admiração por letras inteligentes e maliciosas ao mesmo tempo e seu grande ídolo – e amigo também – foi Luiz Gonzaga. Sandro Becker cursou Direito e se formou, mas não pretende seguir a carreira jurídica. Com espírito e comportamento ético, o artista não se conforma com o pagamento de jabá para que as canções sejam tocadas na rádio ou na TV.
Sandro também criou um repente chamado "O Pobre e o Rico" com um trecho que diz: "Eu vou contar, eu vou contar, só não gosto de fuxico, mas do pobre para o rico grande diferença há".
Em 2017, o cantor lançou o CD "É Forró Pro Ano Inteiro" em comemoração aos 45 anos de carreira.